# سیارک ۲۰۲۷۷۸
سیارک ۲۰۲۷۷۸ (به انگلیسی: 202778 Dmytria، نامگذاری:2007UN3) دویست و دو هزار و هفتصد و هفتاد و هشتمین سیارک کشف شده‌است که در ۱۶ اکتبر ۲۰۰۷ کشف شد.